# Coutellia
Coutellia, créé en 1990 et appelé jusqu'en 2005 Festival international de la coutellerie, est un festival international spécialisé dans le domaine de l'artisanat et la petite industrie de fabrication en coutellerie et se déroulant chaque année à Thiers (Puy-de-Dôme, France) durant trois jours. Au fil des années, la fréquentation du festival n'a cessé d'augmenter. C'est aujourd'hui l'un des plus grands festivals de coutellerie au monde. 
Chaque année, plus de 200 forgerons couteliers venant de plus de 20 pays viennent exposer et vendre leurs couteaux.

## Histoire

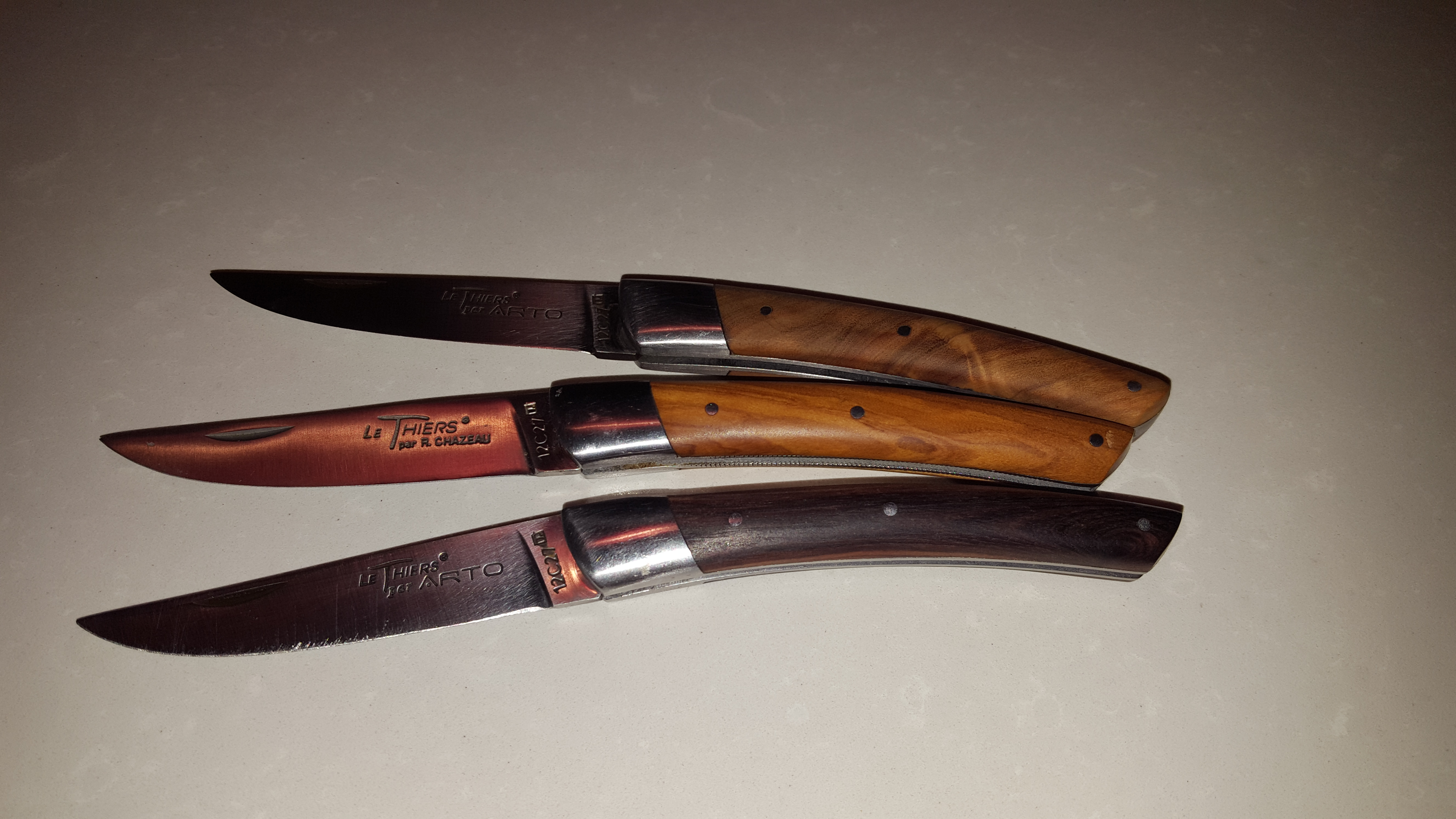
Trois couteaux de marque Le Thiers.

Créé en 1990 par la Chambre de commerce et d'industrie de Thiers dans le Puy-De-Dôme avec l'aide du maire de l'époque, Maurice Adevah-Pœuf, le festival a connu un véritable succès à partir de la fin des années 1990. C'est à partir de 1997 que la fréquentation du site est en constante augmentation.
Le but de la création d'un tel festival est à l'époque de promouvoir l'histoire coutelière que connaît Thiers et son couteau de marque déposée « Le Thiers ».

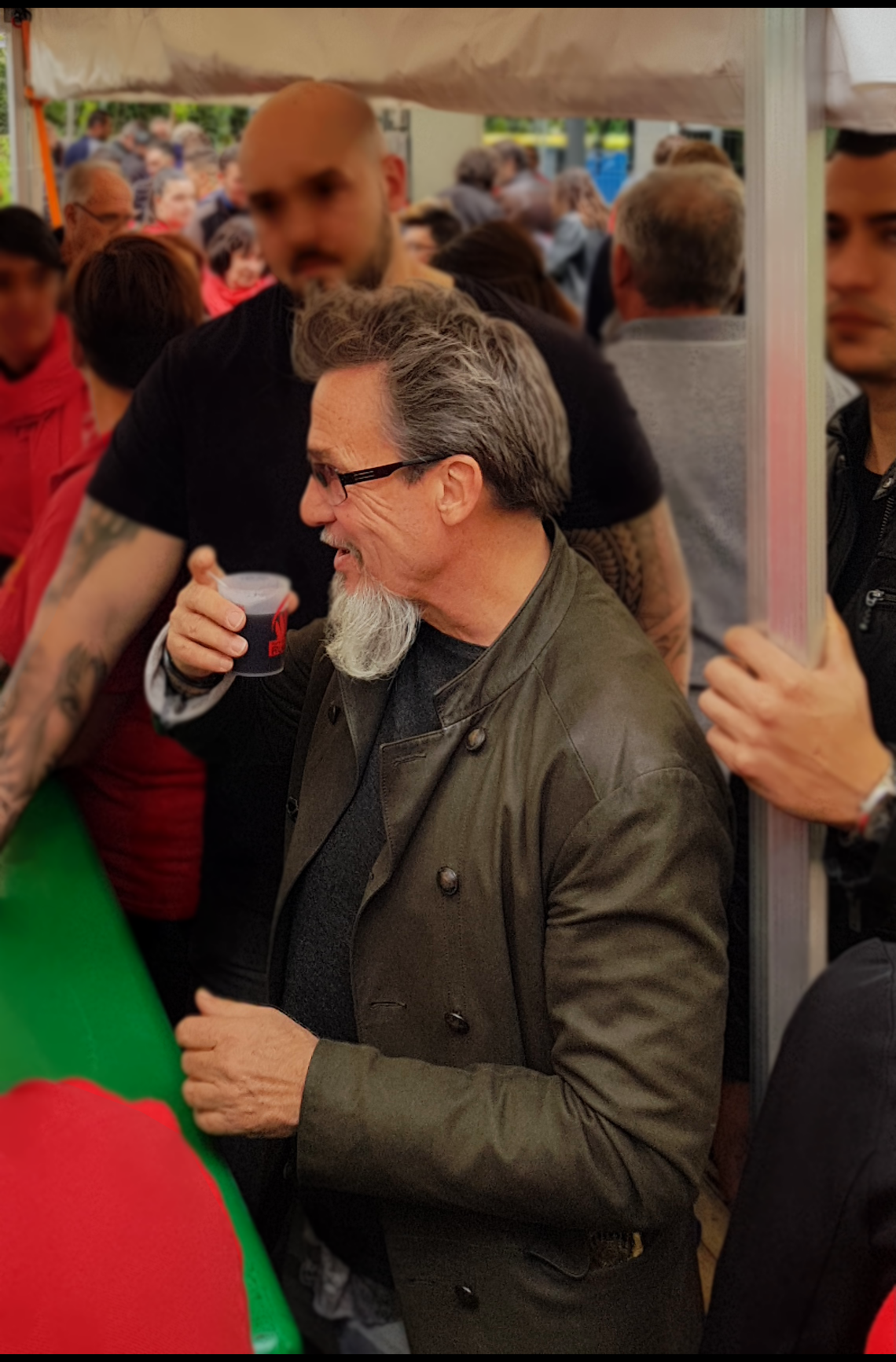
Le chanteur Florent Pagny présent lors de l'édition de 2019.

## Autour du Festival
L'hôtel de ville de Thiers, depuis 2016 propose un laisser-passer gratuit à toute personne ayant acheté une entrée au festival.
C'est un évènement festif tourné vers la tradition et la culture d'ambition internationale. Pendant ce festival, la majorité des couteliers thiernois, mais aussi des grands noms de la coutellerie française et internationale (autour de 230 exposants attendus en 2019) sont au rendez-vous pour présenter leur savoir-faire de fabrication aux visiteurs.

## Fréquentation
Étant un des plus grands festivals mondiaux de la coutellerie, Coutellia attire de plus en plus de visiteurs depuis 2001. En 2017, plus de 5 000 visiteurs ont été recensés.
| Fréquentation du festival depuis 2013 | Fréquentation du festival depuis 2013 | Fréquentation du festival depuis 2013 | Fréquentation du festival depuis 2013 | Fréquentation du festival depuis 2013 | Fréquentation du festival depuis 2013 |
| ------------------------------------- | ------------------------------------- | ------------------------------------- | ------------------------------------- | ------------------------------------- | ------------------------------------- |
| 2013                                  | 2014                                  | 2015                                  | 2016                                  | 2017                                  | 2018                                  |
| 3 300                                 | 4 500                                 | 4 600                                 | 6 000                                 | 5 800                                 | 6 200                                 |
| en visiteurs pendant les trois jours  |                                       |                                       |                                       |                                       |                                       |

#### Site officiel
- Site officiel